# Politikåret 1997

## Händelser

### Januari
- 2 januari - Bosnien och Hercegovina får sin första samlade regering sedan 1992.[1]
- 8 januari - Monaco firar 700 år som självständig stat.[1]
- 15 januari
  - Drottning Margrethe II av  Danmark firar 25 år som dansk statschef.[1]
  - Israel och  Palestinska myndigheten enas om att Israel skall utrymma staden Hebron på Västbanken.[1]
- 17 januari - Danmarks utrikespolitiska institut publicerar en rapport om danskt tillåtande av amerikanska kärnvapen på Grönland under 1950- och 60-talen.[1]
- 18 januari - Österrikes förbundskansler Franz Vranitzky lämnar in sin avskedsansökan till president Thomas Klestil.[1]
- 19 januari - 44-årige skilsmässoadvokaten Petar Stojanov tillträder som Bulgariens president.[1]
- 20 januari
  - USA:s president Bill Clintons andra mandatperiod inleds.[1]
  - Maria Leissner meddelar att hon hoppar av som ordförande i Folkpartiet liberalerna.[1]
- 20 januari
  - Tyskland och Tjeckien skriver på en försoningsförklaring om andra världskriget med texten "Vi vill inte ha ett nytt protektorat".[1]
  - 52-årige Björn von Sydow blir Sveriges försvarsminister efter Thage G. Peterson, och Leif Pagrotsky blir handelsminister efter Björn von Sydow.[1]
- 24 januari - Sveriges inrikesminister Jörgen Andersson buas ut av 8 000 arga byggnadsarbetare.[1]

### Februari
- 4 februari -
  - Sverige enas Sveriges socialdemokratiska arbetareparti samt Centerpartiet och Vänsterpartiet om att stänga Barsebäck 1 den 1 juli 1998.[1]
  - Norge justitieminister Arne Holt avgår.[1]
- 5 februari - USA:s president Bill Clinton håller sitt traditionella tal om "Tillståndet i nationen".[1]
- 11 februari - Abdala Bucaram utses till ny president i Ecuador av parlamentet.[1]
- 13 februari - En IPU-rapport säger att Finland, Norge och Sverige har världens mest jämställda parlament.[1]
- 20 februari - Svenska kungaparet avslutar ett tre dagar långt statsbesök i Sydafrika.[2]
- 21 februari - Efter tre månaders dagliga demonstrationer och över 50 års kommunistiskt styre övertar oppositionsalliansen Zajedno makten i Belgrad.[1]
- 23 februari - Moderata samlingspartiet är större än Sveriges socialdemokratiska arbetareparti vid SIFO-mätningar i Sverige.[2]
- 27 februari
  - Frankrikes nationalförsamling antar en ny invandringslag.[1]
  - Irland tillåter skilsmässa.[1]
- 28 februari - Rumäniens tidigare kung Michael återvänder, efter att ha gått i exil i december 1947.[1]

### Mars
- 8 mars - Manifestationer runtom i Europa markerar 87:e Internationella kvinnodagen.[1]
- 11 mars - Bashkim Fino utses till ny premiärminister i ett Albanien som präglas av månaders kaos i samband med anklagelser om pyramidspel.[1]
- 18 mars - Rysslands premiärminister Viktor Tjernomyrdin bildar om ryska regeringen.[1]
- 21 mars - Ett två dagar långt toppmöte mellan USA:s president Bill Clinton och Rysslands president Boris Jeltsin i Helsingfors avslutas.[1]
- 22 mars - Polens sejmen antar nya grundlag.[1]
- 26 mars - Papua Nya Guineas premiärminister Julius Chan avgår, efter en konflikt som lett till den värsta krisen efter självständigheten 1975.[2]
- 30 mars - Moderata samlingspartiet noteras för 34 %, nytt rekord, vid SIFO-mätningar i Sverige.[2]

### April
- 2 april - Ryssland och Vitryssland undertecknas unionsavtalet. Staterna behåller dock sin suveränitet; ingen ny enskilda stat skapas.[1]
- 7 april - USA:s president Bill Clinton och Israels premiärminister Benjamin Netanyahu möts i Vita huset.[1]
- 12 april
  - Tidigare kung Leka av Albanien återvänder efter 58 års exil.[2]
  - Kammarrätten i Berlin fastslår att Iran ligger bakom Mykonosattentatet i Berlin i september 1992.[2]
- 14 april - Kinas vice premiärminister Wu Bangguo besöker Sverige.[1]
- 15-17 april - Irlands premiärminister Mary Robinson besöker Sverige.[1]
- 19 april - Inder Kumar Gurjal blir premiärminister i Indien.[1]
- 20 april
  - Israels nationella åklagare beslutar att inte åtala Israels premiärminister Benjamin Netanyahu för korruption.[1]
  - Avhoppade nordkoreanske toppolitikern Hwang Jang-Yop anländer till Seoul.[1]
- 24 april - Kazakstan, Kina, Kirgizistan, Ryssland och Tadzjikistan skriver på ett avtal som begränsar trupperna vid Kinas norra gräns.[1]

### Maj
- 1 maj - Sveriges statsminister Göran Persson Första maj-talar på Götaplatsen i Göteborg.[1]
- 2 maj - Tony Blair blir premiärminister i Storbritannien.[1]
- 12 maj - Fredsavtalet i Tjetjenienkonflikten undertecknas.[1]
- 16 maj - Mobutu Sese Seko avgår som Zaires president.[1]
- 17 maj - Zaire byter namn till Demokratiska republiken Kongo.[1]
- 22 maj - Rysslands president Boris Jeltsin skäller ut den ryske försvarsledningen inför TV, för misshushållning och dåligt jobb. Försvarsminister Igor Rodionov och generalstabschef Viktor Samsonov avskedas.[1]
- 25 maj - Officerare i Sierra Leone meddelar att man utfört en militärkupp. President Tejan Kabbah tvingas fly till Guinea.[1]
- 27 maj - NATO och Ryssland undertecknar ett nedrustningsavtal i Paris.[1]
- 30 maj - Svensken Carl Bildt avtackas i Sintra som medlare i Bosnienkriget. Han efterträds av spanjoren Carlos Westendorp.[1]
- 31 maj - Ryssland och Ukraina undertecknar en vänskapspakt i Kiev.[1]

### Juni
- 5 juni - 10 europeiska socialdemokratiska regeringschefer samlas i Malmö för en tredagarskonferens.[1]
- 10 juni - En majoritet i Sveriges riksdag beslutar att Barsebäcks kärnkraftverk skall avvecklas.[1]
- 14-15 juni - 600-årsminnet av Kalmarunionens bildande uppmärksammas.[1]
- 11 juni - USA:s president Bill Clinton inleder ett dygnslångt statsbesök i Danmark.[1]

### Juli
- 1 juli - Storbritannien lämnar tillbaka Hongkong till Kina.[1]
- 5 juli - Hun Sen genomför en statskupp i Kambodja.[1]
- 8 juli - NATO har toppmöte i Madrid, och bjuder in Polen, Tjeckien och Ungern.[1]
- 14 juli - Almedalsveckan i Visby inleds med tal av Olof Johansson.[1]
- 17 juli - Kocheril Raman Narayanan väljs till Indiens förste kastlösa president.[1]
- 23 juli - Slobodan Milošević efterträder Zoran Lilić som president i Jugoslavien vid en ceremoni i Belgrad.[1]
- 24 juli - 52-årige Rexhel Mejdani utses till ny president i Albanien.[1]

### Augusti
- 6 augusti - Ung Huot utses till premiärminister i Kambodja.[1]
- 8 augusti - Hugo Banzer Suarez utses till president i Bolivia.[1]
- 18 augusti - SAAB hotar att flytta produktionen ur Sverige, sedan vägverket fem dagar tidigare skärpt miljöbestämmelserna för tjänstebilar.[1]
- 14 augusti - Indien och Pakistan firar 50 år av självständighet.[1]
- 20 augusti - Kinesiska nyhetsbyrån Nya Kina medger att myndigheterna skärpt kontrollen över utländska medier.[1]
- 25 augusti - En domstol i Bonn dömer tidigare östtyske presidenten Egon Krenz till sex och ett halvt års fängelse för dödsskjutningarna vid Berlinmuren under det Kalla krigets dagar.[1]
- 29 augusti - Kyrkomötet i Sigtuna säger klart ja till skilsmässa Svenska kyrkan-Svenska staten från år 2000.[1]
- 31 augusti - Moderata samlingspartiet är med 34,1 % återigen störst vid SIFO-mätningar i Sverige.[1]

### September
- 15 september - Sinn Fein medverkar på första fredsmötet i Nordirland.[1]
- 16 september - Sveriges riksdag inleder arbetsåret 1997/1998.[1]
- 17 september
  - På en internationell konferens i Oslo enas man om totalförbud mot landminor. Ryssland och Kina deltar dock inte, och USA vägrar skriva på slutdokumentet.[1]
  - Moderata samlingspartiet är med 35,3 % återigen störst vid SIFO-mätningar i Sverige.[1]
- 24 september – Bosnienserbernas rivaliserande ledare enas om att med hjälp av media och val göra slut på schismen mellan serbgrupperna.[1]
- 30 september - Belgrads borgmästare Zoran Đinđić avsätts.[1]

### Oktober
- 2 oktober - EU-medlemsstaternas utrikesministrar möts i Amsterdam och undertecknar fördraget med stadens namn.[2]
- 3 oktober - Norges regering stoppar genom tvångsmedling den månadslånga oljestrejken.[2]
- 9 oktober - Sven Johansson, tidigare direktör för Svenska Kommunförbundet i Gävleborg, döms i tingsrätten till två års fängelse för grovt bedrägeri, grov förskingring och trolöshet mot huvudman.[2]
- 10 oktober - En färsk undersökning visar att Tyskland, Nederländerna och Sverige är EU:s största så kallade "nettobidragsgivare", Sverige får tillbaka knappt två tredjedelar av budgetbidraget i olika stöd, medan Grekland fått ut nästan fyra gånger så mycket som det man betalar.[2]
- 14 oktober
  - I Sverige visar en undersökning från Svenska Kommunförbundet att bara en av tio flyktingar som fick uppehållstillstånd i Sverige 1991 hade avlönat arbete fyra år senare.[2]
  - I Sverige avslöjar 23-åriga undersköterskan Sarah Wägnert vanvård av pensionärerna på sjukhemmet Polhemsgården i Solna kommun.[2]
- 15 oktober - Kristdemokraten Kjell Magne Bondevik presenterar Norges nya koalitionsregering, med tre borgerliga EU-skeptiska mittenpartier, EU-anhängaren Knut Vollebæk blir dock utrikesminister.[2]
- 17 oktober
  - Che Guevaras kvarlevor placeras i mausoleum i Santa Clara, Kuba.[2]
  - Anne Wibble (fp) lämnar politiken för att bli chefsekonom på Sveriges Industriförbund.[2]
- 18 oktober - Rumäniens regering häver restriktionerna för den som vill läsa akter hos den tidigare kommunistregimen.[2]
- 23 oktober - EU-domstolen i Luxemburg beslutar att Systembolaget får behålla det svenska spritmonopolet.[2]
- 24 oktober - Finlands statsminister Paavo Lipponen (s klarar med röstsiffrorna 136-57 sig vid en misstroendeomröstning i Finlands riksdag)
- 26 oktober - Kinas president Jiang Zemin anländer till Honolulu, där Kina försöker erkännas som viktig samtalspartner hos USA.[2]
- 29 oktober
  - USA låter Kina köpa amerikansk kärnteknologi för fredligt bruk.[2]
  - Iran har låtit utvisa tio amerikaner ur FN:s inspektionsgrupp.[2]
- 30 oktober - Sveriges regering låter Torsten Leander läsa akterna om när han 1979 inte fick jobb som snickare på Marinmuseet i Karlskrona på grund av sina vänstersympatier.[2]
- 31 oktober - När en domstol i Massachusetts i USA dömer 19-årige au pair-flickan Louise Woodward från Storbritannien till livstids fängelse för mord på den åtta månader gamle pojke hon skulle passat, uppstår en proteststorm i Storbritannien.[2]

### November
- 2 november - Ryssland och Japan enas att före år 2000 skriva på ett fredsavtal efter andra världskriget, då Sovjetunionen i krigets slutskede ockuperade Sydkurilerna och gjort relationerna kalla.[2]
- 4 november - FN skickar tre diplomater till Irak för att göra klart att man inte tänker backa i kravet på att låta vapeninspektörerna slutföra sina uppdrag.[2]
- 5 november - I Sverige avslöjas att IB åtminstone fram till 1975 åsiktsregistrerade kommunister fastän svenska regeringen förbjöd detta 1969.[2]
- 6 november - Sveriges regering ändrar behörighetslagen, så att kvinnoprästmotståndare i fortsättningen inte kan bli domprostar och kyrkoherdar.[2]
- 8 november - FN:s tremannadelegation kommer hem tomhänt från Irak och minskar möjligheten till fredlig lösning.[2]
- 9 november - Rysslands president Boris Jeltsin anländer till Peking för tre dagars statsbesök i Kina.[2]
- 16 november -Kina släpper regimkritikern Wei Jingsheng fri från fängelset efter 17 år, enligt kinesiska myndigheter av medicinska skäl, andra menar att det handlar om att blidka den västerländska opinionen.[2]
- 18 november - Sveriges statsminister Göran Persson kritiseras för dyra resvanor, som kostade svenska folket 1-2 miljoner SEK då han åkte med inhyrt schweiziskt privatflygplan till USA i slutet av oktober 1997. Hustrun Annika och fyra barn fanns med på resan, för vilka Göran Persson betalade 15 188 SEK ur egen ficka.[2]
- 19 november - Rysslands president Boris Jeltsin låter i kompromiss med oppositionen vice premiärminister Anatolij Tjubajs, omstridd reformpolitiker, sitta kvar i Rysslands regering, men sluta som finansminister.[2]
- 20 november
  - Vid ett nattmöte i Genève accepterar Irak en rysk [vad?][förtydliga] som låter FN:s vapeninspektör återvända till Irak.[2]
  - Sveriges justitieminister Laila Freivalds utlovar en "bred oberoende forskningsinsats" som IB, men säger nej till så kallad "sanningskommission" att granska underrättelseverksamheten i stort.[2]
- 24 november - Vittnen i Sydafrika påstår inför sanningskommissionen att Winnie Mandela skall ha varit inblandad i grov misshandel och beställda mord.[2]
- 27 november
  - Sigvard Marjasin, åtalad för grov trolöshet mot huvudman och bedrägeri, frias av Örebro tingsrätt på alla åtalspunkter då domstolen anser att han slarvat med dubbelfaktureringar och sönderklippta kvitton, men inte gjort brott. Domen följs av debatt om moral och juridik.[2]
  - Sveriges regering ger snickaren Torsten Leander ett ideellt skadestånd på 40 000 SEK för att han orättfärdigt drabbats av SÄPO:s åsiktsregistrering under 1970-talet.[2]
- 28 november
  - Indiens premiärminister Inder Kumar Gujral avgår Indiens regering inte längre stöds av Kongresspartiet.[2]
  - Svenska kungaparet menar att svenska kronprinsessan Victoria lider av ätstörningar.[2]
- 29 november - Tjeckiens premiärminister Václav Klaus avgår, pressad av anklagelser om korruption inom egna högerliberala partiet ODS som tagit emot olagliga donationer. Han förklarar att han inte tänker ingå i en ny regering.[2]
- 30 november - IMF godkänner ett lån på 55 miljarder US-dollar till krisdrabbade Sydkorea.[2]

### December
- 1 december - En schweizisk regeringskommission hävdar att Tyskland under andra världskriget stal guld på ett värde av över  1 miljard SEK i 1945 års penningvärde och sålde till 15 länder, bland andra Sverige.[2]
- 2 december - Rysslands president Boris Jeltsin kommer till Sverige på statsbesök och förklarar på presskonferensen i Stockholms stadshus att Ryssland ensidigt skall skära ner antalet kärnstridsspetsar med en tredjedel mer än vad som tidigare utlovats.[2]
- 4 december - Europeiska unionens ministerråd beslutar att all tobaksreklam inom EU-medlemsländer skall förbjudas i etapper under åren 2000-2006. Totalförbud råder 1997 i Frankrike, Italien, Irland och Portugal, i Sverige är direktreklam förbjuden, men inte indirekt reklam som till exempel solglasögon med cigarettnamn.[2]
- 5 december - RÅ begår resning i Palmemålet efter hovrättens frikännande dom mot Christer Pettersson.[2]
- 7 december
  - Antalet hemsidor på Internet med rasistiskt innehåll har mer än fördubblats det senaste året enligt Simon Wiesenthalcentret. Drygt 600 hemsidor klassas nu som rasistiska.[2]
  - I Sverige antar Vänsterpartiets styrelse ett principprogram där det slås fast att feminismenen är en lika viktig modell för samhällsanalys som marxismen.[2]
- 8 december - Vid Umeå universitet bjuds en nynazist in av doktoranden Karolina Matti och föreläser oemotsagd inför en grupp studenter.[2]
- 8 december
  - I Genève inleds samtal för att få till slutgiltigt fredsavtal mellan Nordkorea och Sydkorea. Även Kina,och USA deltar i de historiska förhandlingarna.[2]
  - Umeå universitet fråntar omedelbart doktoranden Karolina Matti hennes arbetsuppgifter då hon under gårdagen låtit en nynazist föreläsa å universitetet.[2]
- 11 december - FN:s klimatförhandlingar i Kyoto avslutas som ett första steg mot minskade utsläpp av växthusgaser. Slutdokumentet får dock kritik av bland andra Greenpeace för att innehålla kryphål.[2]
- 12 december - En allvarlig politisk kris mellan EU och Turkiet har utbrutit då unionsutvidgning diskuteras i Luxemburg. Fastän tullmurarna mellan EU och Turkiet revs 1996 räknas inte Turkiet i första gruppen av ansökarländer, då Turkiet får kritik för regimens "bristande respekt för mänskliga rättigheter".[2]
- 13 december - Under EU:s toppmöte i Luxemburg utlovas en "snabbfil" på vägen mot eftersträvat medlemskap till Polen, Ungern, Tjeckien, Slovenien, Estland och Cypern.[2]
- 14 december - Irans president Mohammad Khatami betygar vid ett tal i Teheran sin respekt för det "stora amerikanska folket", det USA-vänligaste talet en iransk ledare hållit sedan revolutionen 1979.[2]
- 18 december - Polens parlament gör aborter återigen olagliga.[2]
  - Sveriges försvarsminister Björn von Sydow ger svenska försvaret nya budgetdirektiv, med kortare värnplikt och sänkt beredskap.[2]
- 19 december - Svenske ambassadtjänstemannen Jan-Olof Nyström tas som gisslan i egen bil av 28-årig beväpnad ryss som kräver 3 miljarder dollar i lösen. Jan-Olof Nyström släpps välbehållen, och ersätts som gisslan av rysk säkerhetsofficer som senare dödas tillsammans med kidnapparen under fritagningsförsöket.[2]
- 25 december
  - Kommunistiska Kuba firar officiellt jul för första gången sedan högtiden slopades 1969.[2]
  - Sveriges kung Carl XVI Gustaf nämner i sitt årliga jultal giftskandalen i Hallandsåsen, och brister inom äldrevård, samt manar till större respekt för flyktingar.[2]
- 26 december - En Temoundersökning visar att 61 % av svenskarna skulle rösta nej till EU-medlemskap vid förnyad folkomröstning, och bara 31 % ja.[2]
- 27 december - I Sverige utses undersköterskan Sarah Wägnert, som avslöjade vanvård av pensionärerna på sjukhemmet Polhemsgården i Solna kommun, till "Årets svensk" 1997 vid SR P4:s lyssnaromröstning.[2]
- 29 december - 66-årige generalen Le Kha Phieu efterträder  Du Moi som ledare för Vietnams kommunistiska parti, och får brottas med de allvarligaste ekonomiska problemen sedan reformpolitiken inleddes vid 1980-talets slut.[2]
- 31 december - Den statliga Demokratiutredningen tillsätts i Sverige, för att belysa förutsättningar, problem och möjligheter för det svenska folkstyret inför det nya seklet.

## Val och folkomröstningar
- 27 januari - Tjetjenien går till president- och parlamentsval.[1]
- 3 februari - Pakistans muslimska partis vinner presidentvalet i Pakistan.[1]
- 19 april - En center-högerallians vinner parlamentsvalet i Bulgarien.[1]
- 1 maj - Labour vinner parlamentsvalet i Storbritannien och bildar regering efter 18 år av konservativt styre.[1]
- 25 maj
  - Mohammad Khatami vinner presidentvalet i Iran.[1]
  - Polen säger med 56,8 % ja till ny konstitution i en folkomröstning.[1]
- 1 juni - Socialistiska partiet vinner parlamentsvalet i Frankrike.[1]
- 2 juni - Kanadas liberala parti behåller regeringsmakten vid parlamentsvalet i Kanada.[1]
- 5 juni - Algeriet går till parlamentsval, som vinns av de partier som står militärregimen nära. Oppositionen anklagar regeringen för valfusk.[1]
- 6 juni - Irland går till parlamentsval.[1]
- 15 juni - Franjo Tudjman vinner i presidentvalet i Kroatien.[1]
- 11 september - Skottland säger i en folkomröstning ja till att få eget parlament.[1]
- 15 september – Fremskrittspartiet och Kristelig Folkeparti går framåt vid stortingsvalet i Norge.[1]
- 18 september - Wales säger i en folkomröstning ja till att få eget parlament.[1]
- 21 september
  - AWS vinner parlamentsvalet i Polen.[1]
  - Serbien går till president- och parlamentsval. Serbiens socialistiska parti vinner.[1]
  - Kyrkovalet i Svenska kyrkan hålls, och är det sista innan Svenska kyrkan och svenska staten skiljs åt år 2000.[1]
  - Malå kommun säger i en folkomröstning nej till slutförvaring av kärnbränsle.[1]
- 19 oktober - Montenegro går till presidentval, där 35-årige Milo Đukanović besegrar sittande presidenten, Slobodan Milošević-vänlige Momir Bulatović.[2]
- 30 oktober - Mary McAlese väljs till ny president i Irland efter avgående Mary Robinson.[2]
- 16 november - Ungern säger i folkomröstning ja till NATO-medlemskap med rösterna 85 % för.[2]
- 18 december - Kim Dae Jong vinner presidentvalet i Sydkorea.[2]
- 21 december - Milan Milutinović, som anses vara Slobodan Miloševićs "handplockade kandidat", vinner presidentvalet i Serbien med nästan 59 & av rösterna.[2]

## Organisationshändelser
- 18 januari – På extrastämman i Stockholm avsätts Vivianne Franzén om som ordförande i svenska Ny demokrati.[1]
- 20 januari - Kina drar, efter Sveriges medling, tillbaka sitt veto i FN:s säkerhetsråd så att fredsobservatörer kan skickas till Guatemala.[1]
- 21 februari - Hans Engell meddelar att han lämnar sin partiledarpost i Konservative folkeparti efter att han gripits av polisen för rattfylleri.[1]
- 8 mars - USA vänder sitt veto i FN:s säkerhetsråd mot ett  svenskt förslag som utsätter Israels bosättningspolitik på Västbanken för hård kritik.[1]
- 15 mars - Lars Leijonborg väljs till partiordförande för Folkpartiet i Sverige efter Maria Leissner.[1]
- 27 april - Winnie Mandela väljs till ordförande i ANC:s kvinnoförbund på kongressen i Johannesburg.[1]
- 3 juni
  - Ehud Barak ersätter Shimon Peres som ordförande i Israel arbetarparti.[1]
  - Ledningen för Sveriges socialdemokratiska arbetareparti meddelar att partistyrelsen beslutat sig för ett nej till svenskt EMU-medlemskap.[1]
- 15 juni - Centerpartiet väljer om Olof Johansson som ordförande på rikstinget i Haparanda.[1]
- 18 juni - EU-toppmötet i Amsterdam antar stabiliseringspakt.[1]
- 19 juni – 36-årige William Hague utses till yngste Toriesledaren i Storbritannien på 200 år.[1]
- 28 juni - Alf Svensson väljs om som ordförande för Kristdemokraterna vid rikstinget i Kalmar.[1]
- 16 juli - FN:s generalsekreterare Kofi Annan presenterar ett förslag till organisationsförändringar.[1]
- 17 augusti - Folkpartiet liberalerna avslutar sitt landsmöte i Göteborg.[1]
- 26 augusti - Sydafrikas president F.W. de Klerk meddelar att han avgår som ordförande för Nationalistpartiet.[1]
- 31 augusti - Moderata samlingspartiets stämma i Umeå avslutas med att Carl Bildt väljs om.[1]
- 12 september - Irlands tidigare president Mary Robinson FN:s kommissarie för mänskliga rättigheter.[1]
- 18 september - Jiang Zemin väljs om som ordförande i Kinas kommunistiska parti.[1]
- 14 september - Sveriges socialdemokratiska arbetareparti avslutar sin kongress i Sundsvall.[1]
- 25 september - Polens premiärminister Wlodzimierz Cimoszewicz avgår.[1]
- 15 december - Nelson Mandela avgår som partiledare för ANC på kongressen i Mafikeng, och ersätts av Thabo Mbeki.[2]

## Avlidna
- 19 februari – Deng Xiaoping, 92, Kinas de facto ledare 1978–1997.[1]
- 6 mars – Cheddi Jagan, Guyanas president 1992–1997.
- 17 april – Chaim Herzog, Israels president 1983–1993.[1]
- 7 juli – Mate Boban, Kroatiska unionen Herzeg-Bosnas ende president 1991–1993, Kroatiska republiken Herceg-Bosnas förste president 28 augusti–19 november 1993 och Kroatiska demokratiska unionen i Bosnien och Hercegovinas president 1992–1994.
- 12 augusti – Gösta Bohman, 86, Moderata samlingspartiets partiledare 1970–1981.[1]
- 7 september – Mobutu Sese Seko, 66, Zaires president 1965–1997.[1]
- 17 september – Jan P. Syse, Norges statsminister 1989–1990.
- 25 november – Hastings Banda, Malawis president 1966–1994.